# ألين نويز
ألين نويز (بالإنجليزية: Eliot Noyes) هو مصمم صناعي ومهندس معماري أمريكي، ولد في 12 أغسطس 1910 في بوسطن في الولايات المتحدة، وتوفي في 18 يوليو 1977 في نيو كانان في الولايات المتحدة.

## وصلات خارجية
- ألين نويز على موقع الموسوعة البريطانية (الإنجليزية)